# Petényi Géza
Petényi Géza (Budapest, 1889. október 28. – Budapest, 1965. szeptember 4.) Kossuth-díjas belgyógyász, gyermekgyógyász, egyetemi tanár, az orvostudományok doktora (1952), a Magyar Tudományos Akadémia tagja.

## Élete
Petényi Pál asztalos és Roszál Júlia fiaként született. Középiskolai tanulmányait 1900 és 1908 között a Budapesti VIII. kerületi Magyar Királyi Állami Főgimnáziumban végezte. Ezután felvételt nyert a Budapesti Tudományegyetem Orvostudományi Karára. 1911 és 1913 között a Tangl Ferenc által vezetett Kórtani Intézetben fizikai-kémiai metodikával foglalkozott. Medikusként részt vett a Galilei Kör tevékenységében. 
1913. július 1-jén kinevezték a Fehérkereszt Gyermekkórház segédorvosává. 1914-ben abszolvált, azonban orvosi oklevelét csak 1916 februárjában szerezte meg.
1914 júliusban bevonult az általános mozgósításkor. 1914. augusztus 26-án sebesülten szerb fogságba esett, ahonnan csak 1915 végén sikerült hazajutnia. 1916 októberétől az olasz, a bukovinai, a román, majd ismét az olasz fronton teljesített szolgálatot mint segédorvos, zászlóaljorvosi beosztásban. Háborús érdemeiért kitüntették a kis ezüst Vitézségi Éremmel, a Signum Laudis-szal, illetve a Károly-csapatkereszttel. 
1918. december 1-től 1924. szeptember 1-ig a Zita-királyné Intézethez volt kinevezve, s mint ilyen a Fehérkereszt Gyermekkórházban teljesített szolgálatot. 1920 júniusa és 1924 júniusa között a pécsi Erzsébet Tudományegyetem alkalmazta mint fizetéstelen tanársegédet. A pécsi Erzsébet Tudományegyetemen 1922-ben a gyermekgyógyászati diagnosztika című tárgykörből magántanárrá habilitálták.
1924 szeptemberétől a Fehérkereszt Gyermekkórház I. sz. Belgyógyászati Osztályának főorvosa, a központi laboratórium és a belgyógyászati Röntgen-intézet vezetője volt. 1937 és 1945 között igazgató főorvosként működött. 
A gyermekkórház a második világháborúban súlyos bombatalálatot kapott. A még romos épületben működő gyermekkórházat 1946-ban klinikai rangra emelték a Pázmány Péter Tudományegyetem Orvosi Kara II. Gyermekklinikájaként, Petényit pedig igazgatóvá nevezték ki. 1946 és 1965 között a budapesti orvosi karon a gyermekgyógyászat nyilvános rendes tanára volt, 1949-től tanszékvezetőként. 1952 és 1956 között részt vett az Egészségügyi Tudományos Tanács munkájában.

1949-ben az MTA levelező, 1960-ban rendes tagjává választották.

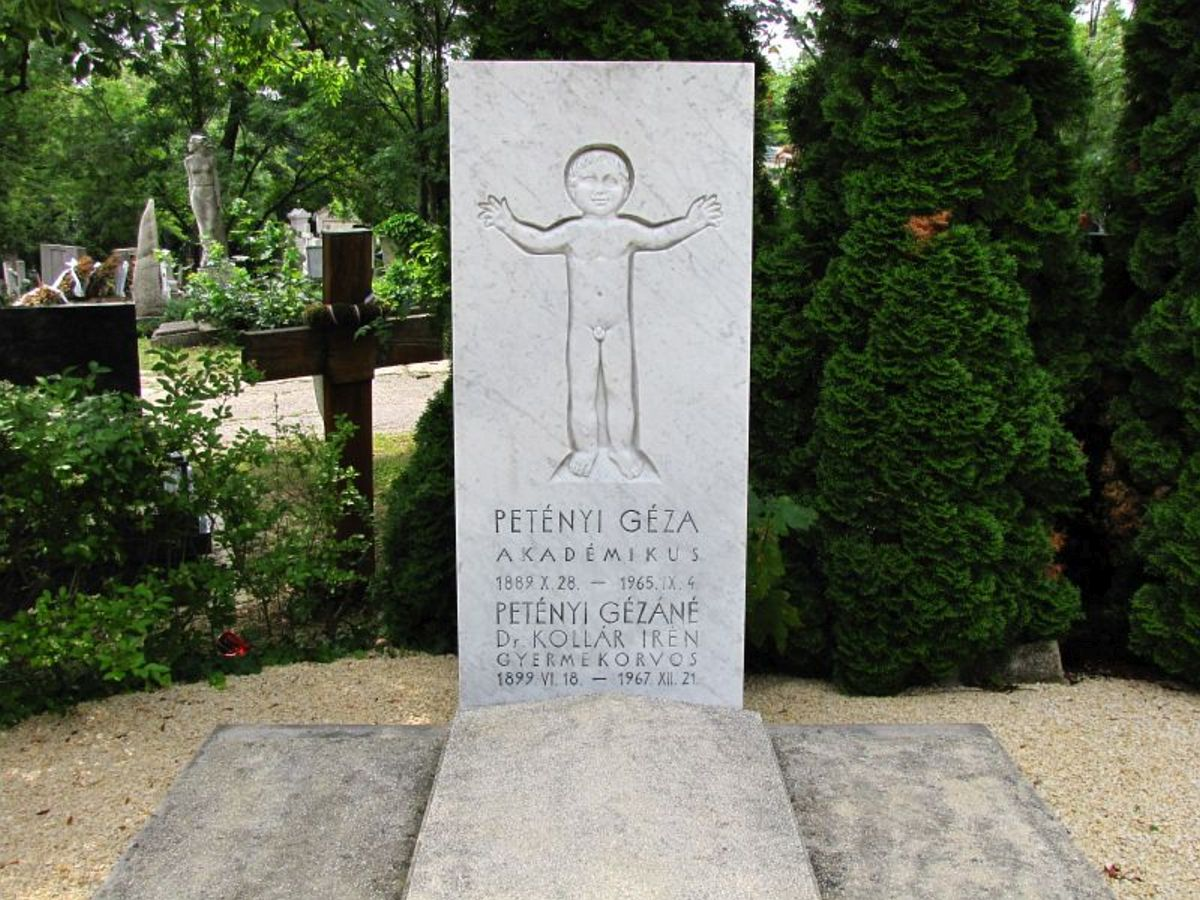
Sírja a Farkasréti temetőben (49. körönd-2-11/12). Alkotó: Borsos Miklós, 1965

## Munkássága
Kutatásai és közleményei főleg az angolkórra és a gyermekkori fertőző betegségekre vonatkoznak. Nemzetközileg elismertek a tuberkulózis antibiotikumos kezelésére vonatkozó kutatásai.

## Díjai, elismerései
- Signum Laudis, a kardokkal
- Magyar Köztársasági Érdemrend kiskeresztje (1948)
- Kossuth-díj II. fokozata (1950)
- Munka Érdemrend (1956, 1959)[8][9]
- Kiváló orvos (1959)
- Semmelweis-érem (1964)
- Schöpf-Merei Ágost-emlékérem (1968)

## Emlékezete
A Petényi Géza Alapítvány és a Magyar Gyermekorvosok Társasága díjat alapított tiszteletére, amellyel fiatal orvosok publikációit jutalmazzák.

## Főbb művei
- A poliomyelitisről (Budapest, 1934)
- Gyermekgyógyászat (Budapest, 1955)